# E28
La ruta europea E28 és una carretera que forma part de la Xarxa de carreteres europees. Comença a Berlín (Alemanya) i finalitza a Minsk (Polònia) passant per Szczecin, Gdańsk, Kaliningrad i Vílnius. Té una longitud de 1.230 km. Té una orientació d'est a oest i passa per Alemanya, Polònia, Rússia, Lituània i Belarús.
El tram entre Kaliningrad i Minsk forma part del Corredor Paneuropeu IX.